# Zootermopsis coloradensis
Zootermopsis coloradensis (лат.) — ископаемый вид термитов рода Zootermopsis (семейство Archotermopsidae). Обнаружен в эоценовых отложениях Флориссанта (США, Колорадо). Возраст находки около 35 млн лет. Один из древних видов термитов.

## Описание
Длина переднего крыла 22,5 мм, размер тела 13,6×4,5 мм.
Вид Archotermopsis tornquisti был впервые описан в 1883 году Сэмюэлем Хаббардом Скаддером (Samuel Hubbard Scudder; 1837—1911, американским энтомологом, палеонтологом и коллекционером, открывшим и описавшим примерно 2000 видов членистоногих) вместе с таксоном Reticulitermes fossarum, Proelectrotermes fodinae, Prokalotermes hagenii и другими.
Вид Zootermopsis coloradensis близок к 3 другим современным членам рода Zootermopsis Emerson, 1933 (Archotermopsidae): Zootermopsis angusticollis (Hagen, 1858), Zootermopsis laticeps (Banks, 1906) и Zootermopsis nevadensis (Hagen, 1874).
Другие сестринские таксоны: Hodotermopsis Holmgren, 1911, †Parotermes insignis Scudder, 1883 (Олигоцен, Колорадо, США), †Archotermopsis tornquisti K. von Rosen, 1913.